# Pećane (Suva Reka)
Pour les articles homonymes, voir Pećane.
Peqan en albanais et Pećane en serbe latin (en serbe cyrillique : Пећане) est une localité du Kosovo située dans la commune/municipalité de Theranda/Suva Reka et dans le district de Prizren/Prizren. Selon le recensement de 2011, elle compte 2 151 habitants, dont une majorité d'Albanais.

## Histoire
Sur le territoire du village se trouve un site remontant aux IIIe et IVe siècles, proposé pour une inscription sur liste des monuments culturels du Kosovo.

## Démographie

### Évolution historique de la population dans la localité
| 1948 | 1953 | 1961  | 1971  | 1981  | 1991  | 2011  |
| ---- | ---- | ----- | ----- | ----- | ----- | ----- |
| 887  | 941  | 1 008 | 1 394 | 1 883 | 2 334 | 2 151 |

|  |